# Le Petit Bras (vattendrag i Kanada, Québec, lat 49,20, long -68,25)
Le Petit Bras är ett vattendrag i Kanada.   Det ligger i provinsen Québec, i den östra delen av landet, 700 km nordost om huvudstaden Ottawa.